# إدارة الديون المغربية
إدارة الديون المغربية (بالفرنسية: Administration de la dette marocaine)‏ أو دار السلف، والمعروفة رسميًا باسم Contrôle de la dette من عام 1904 إلى عام 1910 وبعد ذلك باسم إدارة مراقبة الدين العام المخزنية (في إشارة إلى الملكية المغربية باسم المخزن)،  كانت هيئة أنشأتها الحكومة الفرنسية في عام 1904 لإدارة الديون السيادية للملكية المغربية.

## تاريخ
نشأت إدارة الديون المغربية في عام 1904، عندما قام بنك باريس والأراضي المنخفضة (BPPB) بإعادة هيكلة الديون السيادية المغربية، التي زادت بشكل كبير في أعقاب الحرب الإسبانية المغربية (1859-1860) وحملة الريف عام 1894، بالتنسيق مع الحكومة الفرنسية. ونتيجة لذلك، أصبحت فرنسا الدائن الوحيد للحكومة المغربية.وقع المغرب على عقد القرض في 12 يونيو 1904 من قبل وزير الخارجية المغربي السيد عبد الكريم بن سليمان، ووزير المالية المغربي محمد التازي، وممثل البنك المركزي المغربي جورج زانغاروسيانو. بلغ مبلغ القرض 62,5 مليون فرنك، مقسمًا على 125 ألف سند بقيمة اسمية 500 فرنك لكل سند، بسعر فائدة 5 بالمائة. وقد ضمن ذلك من خلال إيرادات الجمارك المغربية، والتي تشارك إدارة الديون بشكل مباشر في تحصيلها. وتفاوضوا على قرض آخر في عام 1910.
كانت إحدى النتائج غير المباشرة لإعادة هيكلة الديون عام 1904 إنشاء بنك الدولة المغربي عام 1907، وأيضًا في طنجة، في أعقاب مؤتمر الجزيرة الخضراء عام 1906.:584
عملت الإدارة بالنيابة عن اتحاد الديون الخاصة، تحت رعاية الحكومة الفرنسية ولكنها خالية من السلطة الهرمية للقنصل الفرنسي في طنجة. وقد قادها في البداية الدبلوماسي الفرنسي يوجين ريجنولت [الفرنسية]، ثم على يد غاستون غيوت الذي توسعت تحت قيادته إلى عدد متزايد من الوظائف الشبيهة بالدولة، حتى معاهدة فاس التي أسست رسميًا الحماية الفرنسية في المغرب في مارس/آذار 1912. واستمرت في تلقي عائدات الجمارك المغربية حتى عام 1918، وأيضاً استمر حتى عام 1925.

## المبنى
شُيد مبنى مخصص لإدارة الديون وأكتمل في عام 1910، على طريق رئيسي جديد في طنجة والذي كان في طور الإنشاء آنذاك وكان يُعرف في البداية باسم Boulevard de la Dette؛ أصبح Boulevard Pasteur في عام 1915. بُني المبنى على الطراز المعماري المغربي وكانت شركة Desforges & Rousseau هي المسؤولة على تشييد المبنى.
مع إنشاء منطقة طنجة الدولية، استضاف المبنى في البداية مكاتب الإدارة الدولية للمنطقة، والتي بقيت هناك حتى عام 1937. بعد فترة وجيزة من استقلال المغرب في عام 1957، كانت مقرًا Comité International d'Initiative et de Tourisme، وهي جمعية لرجال الأعمال من أجل تحسين اقتصاد طنجة والتي أصدرت دورية شهرية بعنوان طنجة.
اعتبارًا من عام 2022، أصبح المبنى، المعروف أيضًا باسم دار السلف، والذي يقع في 29 شارع باستور، مقرًا للهيئة الإقليمية للسياحة (بالفرنسية: Office du Tourisme)‏. كما يضم المبنى مكتبة الباحث عبد الله كنون الذي تبرع بها في عام 1985 لمدينة طنجة، والتي نقلت إلى المبنى بعد وفاته في عام 1989.